# Сокольцов, Дмитрий Максимилианович
Дмитрий Максимилианович Сокольцов (29 ноября [11 декабря] 1873, Владикавказ, Российская империя — 13 марта 1945, Варшава, Польша) — русский военный офицер, полковник, инженер-электрик, участник внедрения беспроводной телеграфной связи в сухопутных войсках, педагог, польский общественный деятель.

## Биография

### Русский период
Родился в 1873 году во Владикавказе. Отец — русский военный офицер, капитан. Мать — полька, Анна, урождённая Островская. В 1892 году окончил кадетский корпус в Тифлисе. Вступил в службу в 1892 году, поступив в Николаевское инженерное училище, которое окончил 1895 году. В 1889 году окончил Военную электротехническую школу. С 7 августа 1901 года — штабс-капитан.
В мае 1902 года в Военную электротехническую школу для изучения и проведения опытов были доставлены станции беспроволочного телеграфа, закупленные во Франции и Германии. Опыты по установлению связи были начаты в июне в Кронштадте и продолжены в августе — сентябре между Кронштадтом и Санкт-Петербургом. 18 марта 1903 года Сокольцов выступил с докладом на тему: «Станции телеграфии без проводов по системам профессора Попова и Арко — Слаби и работа на этих станциях», также был произведён обмен сообщениями между Военной электротехнической школой и станцией, установленной на Волковом поле. Позднее школа получила заказанные три станции системы Маркони, а на Сокольцова и капитана И. А. Леонтьева было возложено руководство размещением этих станций на двуколках.
В 1904 году для оснащения радиостанциями 1-й и 2-й Восточно-Сибирских телеграфных рот для Маньчжурской армии использовались станции судового типа системы Маркони, размещённые на двуколках, также на двуколках размещались мобильные электростанции. В апреле 1905 года 1-я Восточно-Сибирская телеграфная рота под командованием подполковника Д. С. Троицкого была отправлена на театр военных действий и 21 мая 1905 года прибыла в расположение 2-й армии в Маймайкай. Рота состояла из двух отделений — в каждом было по три действующих и одной запасной радиостанции. Командиром одного из отделений был Сокольцов.
С 25 июля 1905 по 15 февраля 1906 года Сокольцов — штаб-офицер для поручений в управлении начальника радиотелеграфа. С 7 августа 1905 года — капитан. Совместно с А. Н. Эйлером разработал «Инструкцию для действия полевых радиотелеграфных станций», которая была утверждена главнокомандующим Маньчжурскими армиями 10 сентября 1905 года и стала совершенным руководством по радиосвязи для подразделений в русской армии и основой для разработки последующих документов.
В 1906 году вместе с В. М. Нагорским и А. А. Реммертом принимал участие в работе комиссии, обсуждавшей вопрос надёжности радиосвязи между Санкт-Петербургом, Царским Селом и Петергофом для резиденций императора в Зимнем дворце и Царском селе и его яхт «Штандарт» и «Нева». С 1906 года учился на факультете радиотелеграфии и электротехники Берлинского технического университета, в 1907 году получил диплом инженера-электрика.
С 22 января 1907 года — штаб-офицер для поручений при Главном инженерном управлении (ГИУ). В 1907—1910 годах — преподаватель в Военной электротехнической школе. В 1908 году Сокольцов представил в редакцию «Журнала Русского физико-химического общества» рецензию на книгу А. А. Петровского «Научные основания беспроволочной телеграфии». В рецензии, после которой в России возникла дискуссия по вопросу приоритета А. С. Попова, были такие слова:

В последней главе автор излагает историю беспроволочной телеграфии и описывает некоторые системы т. б. п. [телеграфии без проводов]. Здесь он повторяет старую патриотическую сказку о том, что беспроволочный телеграф изобретён А. С. Поповым, а в описании систем излагает всего две: несуществующую русскую систему А. С. Попова и немецкую Telefunken. Первой уделено 17 страниц, а второй 3. Вообще, совершенное отсутствие этой главы нисколько бы книги не испортило.
С мая 1909 года Сокольцов участвовал в заседаниях междуведомственного совещания как представитель от Военного ведомства. С 4 августа 1909 года он — штаб-офицер для поручений при Генерал-инспекторе по инженерной части. С 6 декабря 1909 года — подполковник. В 1909 году как представитель от Военного ведомства вошёл в состав смешанной франко-русской комиссии для координации действий правительств и контроля за строительством двух линий радиотелеграфной связи между Францией и Россией. Комиссия работала до 1911 года, от Морского ведомства в её состав входил капитан 2-го ранга В. Н. Кедрин. В 1910 году была установлена радиосвязь: 15 августа — Бобруйск — Париж, а 13 октября — Севастополь — Бизерта.
В период с 1910 по 1917 год Сокольцов читал лекции в Петербургском политехническом институте. В ноябре 1911 года осуществил в Гатчине первую в России радиотелеграфную передачу с самолёта на землю. Пилотировал самолёт лётчик А. В. Панкратьев. Журнал «Вестник воздухоплавания» (1911) сообщал о происшедшем 9 ноября событии:

…на Гатчинском аэродроме при авиационном отделе Офицерской воздухоплавательной школы были произведены первые в России опыты телеграфирования без проводов с аэроплана, давшие весьма благоприятные результаты. На аэроплане типа «Фарман» была установлена станция беспроволочной телеграфной связи, система подполковника Колокольцева [Сокольцова], с которой и было произведено три опытных полёта, общей продолжительностью до часу, причём в качестве пассажира-телеграфиста летал сам изобретатель подполковник Колокольцев [Сокольцов]. Передаваемые во время полётов сигналы, буквы и слова были ясно приняты установленной на аэродроме приёмной станцией упрощённого полевого типа. Таким образом, впервые в России был установлен факт возможности радиотелеграфных сношений с аппаратом в полёте.
В 1912 году Сокольцов предложил способ расчёта линий радиосвязи, основываясь на работах Луиса Остина. В июне — июле 1912 года был в составе делегации (из 7 человек) от России на Международной радиотелеграфной конференции в Лондоне. С 1912 по 1917 год читал лекции в Женском политехническом институте.
С 5 октября 1913 года — полковник. По совместительству с должностью штаб-офицера для поручений, с 17 февраля 1915 по 31 июля 1916 года — член комитета при ГВТУ (переименованное ГИУ) по устройству постоянных радиостанций. Весной 1918 года вступил в Белые войска генерала Деникина. Служил заместителем интенданта в штабе Кавказской армии. С марта 1919 по май 1920 года — профессор математики и физики, а также декан электротехнического факультета Волынского политехнического института в Житомире.

### Польский период
В августе 1920 года Сокольцов с семьёй приехал в Польшу. Сначала он работал в электротехнической компании «Фарад» в Варшаве, производившей аппаратуру для нужд армии, почты и Польского телеграфного агентства. В 1921 году он один из организаторов Ассоциации польских радиотехников, позже стал членом её правления. После создания Польского радиовещательного общества был его главным инженером (до 1928 года). Одновременно преподавал физику и математику в русской гимназии в Варшаве. В 1926 году был президентом историко-музейной секции и членом оргкомитета Национальной радиовыставки, открывшейся в Варшаве в июне 1926 года. С сентября 1926 по август 1939 года читал лекции по электротехнике, математике, электрическим машинам и радиовещательным станциям на Государственных радиотехнических курсах при Государственной высшей школе машиностроения и электротехники имени И. Вавельберга и С. М. Ротванда.
В 1928—1929 годах руководил строительством Радиотехнического института. После преобразования его в 1934 году в Государственный институт телекоммуникаций занимал в нём должность заместителя директора. С 1930 года работал в Польском союзе радиолюбителей. В 1932 году — участник Международного электрического конгресса в Париже, участвовал в заседаниях секции электрических измерений и секции радиотехники и радиосвязи, где представил результаты своих работ по распространению коротких волн. В 1933 году вместе с инженером Станиславом Рыжко провёл успешные опыты по связи на ультракоротких волнах между Центральным институтом физического воспитания в Белянах (район Варшавы) и зданием Государственного института телекоммуникаций в Праге.
В 1934—1939 годах — технический консультант в Государственном институте телекоммуникаций и член Телетехнического совета Министерства почт и телеграфов. В начале 1939 года участвовал в подготовке съезда Ассоциации польских инженеров-электриков в Катовице — Сокольцов был её вице-президентом и соучредителем её радиотехнической секции.
В период немецкой оккупации руководил Профессиональными радиотехническими, электромонтажными и телетехническими курсами в Варшаве и был председателем учебной экзаменационной комиссии. Также в период оккупации занимался нелегальным преподаванием. Во время Варшавского восстания 1944 года находился в Белянах, был тяжело ранен. Скончался 13 марта 1945 года от последствий ранения. Похоронен на православном кладбище в Варшаве (квартал 68-2-13).

## Исследовательская деятельность
Ряд публикаций раннего периода:
- Сокольцов Д. М. Опыты по телеграфированию без проводов в Военной электротехнической школе. — В книге: Труды III Всероссийского электротехнического съезда. — СПб. — 1904, т. 4[20].
- Сокольцов Д. Оборудование воздушных судов станциями беспроводного телеграфа[* 7].
- Сокольцов Д. М. К вопросу о расчёте радиотелеграфных станций // Вестник телеграфии без проводов. — 1913, № 4[18].
- Сокольцов Д. М. Радиотелеграфные станции Военного ведомства. — В книге: Очерк развития радиотелеграфных сообщений в России и за границей. — СПб., 1913. — С. 16.[* 8]

В Польше на протяжении двадцати лет занимался исследованиями в области радиотехники. Автор многочисленных публикаций по техническим решениям радиоаппаратуры и организационным вопросам радиотехнического и электротехнического образования. Наименования статей в польских изданиях:
- «Двухсеточная электронно-лучевая трубка» (1925).
- «Ламповый волномер для диапазона волн от 10 до 20 000 м» (1928).
- «Механические стабилизаторы частоты ламповых генераторов» (1931).
- «Результаты исследований по распространению коротких волн в Польше» (1930).
- «Вопросы борьбы с помехами радиоприёму в международном пространстве, в странах Западной Европы и в Польше» (1938).
- «Общие замечания по организации электротехнического образования и методике преподавания» (1937).

Публиковался также в зарубежных изданиях. Сотрудничал со многими зарубежными научными организациями, был членом американского Институтa радиоинженеров (одного из предшественников IEEE).

## Награды
- Орден Святого Станислава 2-й степени с мечами (1906)
- Орден Святой Анны 2-й степени (1907)
- Орден Святого Владимира 4-й степени (1911)
- Орден Святого Владимира 3-й степени (1914)
- Медаль «В память русско-японской войны»[2]

## Семья
- Жена — полька, Ядвига (урождённая Бялогурская), музыковед[2].
  - Сын Максимилиан (1907—?).
  - Сын Димитрий (1909—?).
  - Дочь Мелания (1910—?).